# Всемирный день психического здоровья

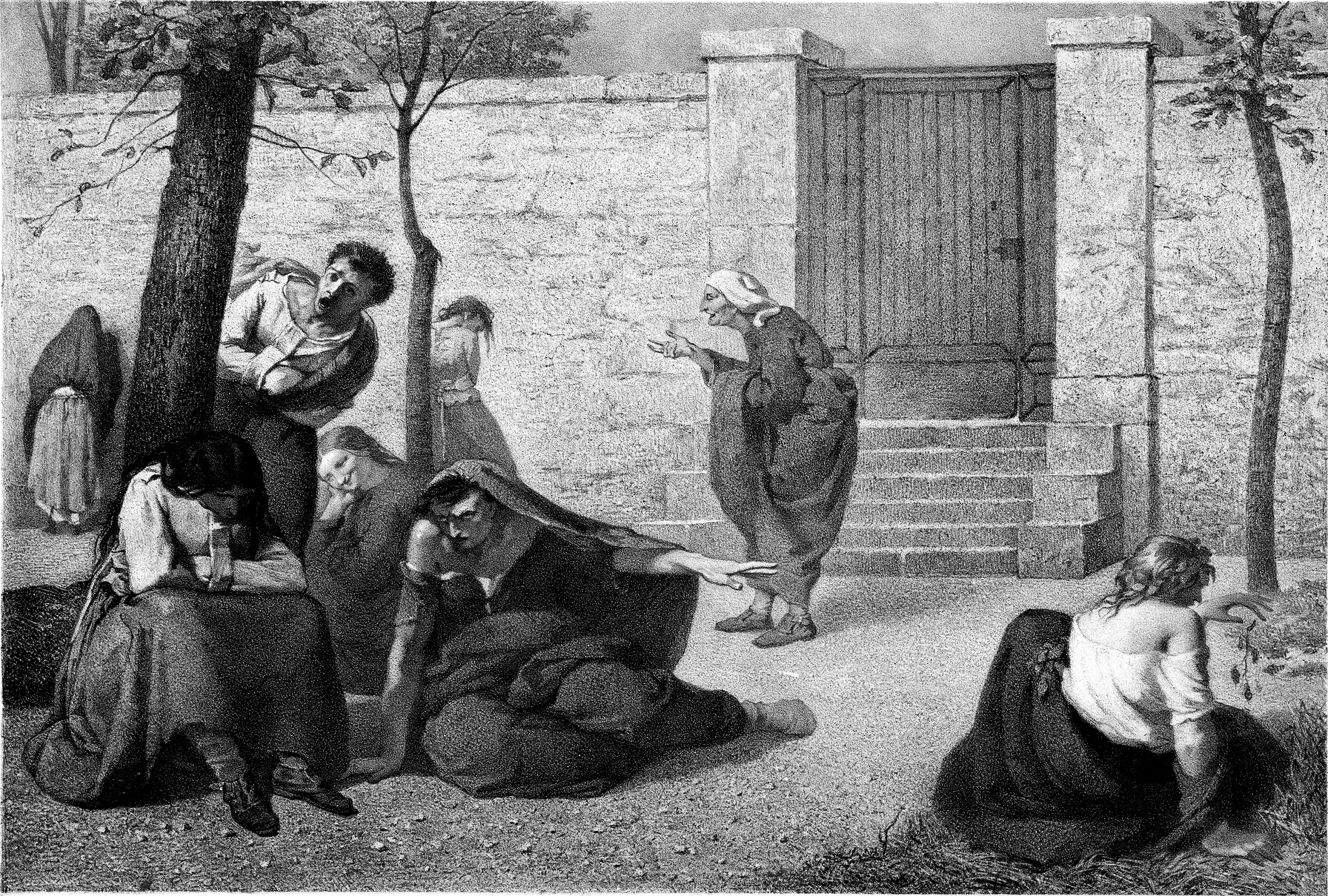
Картина А. Готье, изображающая людей с наиболее распространёнными психическими расстройствами в XIX веке в садах Сальпетриера: деменция, мегаломания, острая мания, меланхолия, олигофрения, галлюцинации, эротомания и прогрессивный паралич.

Всеми́рный день психи́ческого здоро́вья (на других официальных языках ООН: англ. World Mental Health Day, араб. يوم الصحة النفسية العالمي, ‎исп. Día Mundial de la Salud Mental, кит. 世界精神卫生日, фр. Journée mondiale de la santé mentale
) — памятная дата, 10 октября. 
Памятная дата отмечается ежегодно с 1992 года. Всемирный день установлен по инициативе Всемирной федерации психического здоровья при поддержке Всемирной организации здравоохранения. В России День психического здоровья отмечается с 2002 года по инициативе академика РАМН Т. Б. Дмитриевой.
День психического здоровья входит в перечень всемирных и международных дней, отмечаемых Организацией Объединённых Наций (ООН).

## Ежегодные мероприятия
В 2007 году 10—11 октября в ООН прошёл также «День психологии» (Psychology Day) — несколько мероприятий, приуроченных к Всемирному дню психического здоровья. В мероприятиях участвовали Американская психологическая ассоциация (APA), Международная ассоциация аналитической психологии (IAAP) и другие. Целью Дня психологии был обмен мнениями между психологами, дипломатами, студентами.
C 2008 года в России проходит ежегодный конкурс «За подвижничество в области душевного здоровья». Конкурс призван привлечь внимание общественных непрофессиональных и профессиональных организаций к повышению психиатрического образования населения, к актуальным проблемам отечественной психиатрии, к укреплению психического здоровья населения, к привлечению внимания общественности, средств массовой информации (СМИ) и властных структур к проблемам душевнобольных.

## Темы Всемирного дня психического здоровья[5]
- 1996 год — «Женщины и психическое здоровье».
- 1997 год — «Дети и психическое здоровье».
- 1998 год — «Психическое здоровье и права человека».
- 1999 год — «Психическое здоровье и старение».
- 2000 год—2001 год — «Психическое здоровье и работа».
- 2002 год — «Влияние насилия и жестокости на детей и подростков».
- 2003 год — «Эмоциональные и поведенческие расстройства детей и подростков».
- 2004 год — «Взаимосвязь физического и психического расстройства».
- 2005 год — «Физическое и психическое расстройство на протяжении жизненного пути человека».
- 2006 год — «Связь психического здоровья и самоубийства».
- 2007 год — «Психическое здоровье в изменяющемся мире: вклад культуры и культурных различий».
- 2008 год — «Сделаем психическое здоровье мировым приоритетом: увеличим количество служб посредством пропаганды гражданской ответственности и активной деятельности».
- 2009 год — «Охрана психического здоровья в системе первичной медицинской помощи: улучшение лечения и способствование психическому здоровью».
- 2010 год — «Нет здоровья без психического здоровья».
- 2011 год — «Инвестиции в психическое здоровье».
- 2012 год — «Депрессия: глобальный кризис».
- 2013 год — «Психическое здоровье и пожилой возраст».
- 2014 год — «Жизнь с шизофренией».
- 2015 год — «Психическое здоровье и достоинство человека».
- 2016 год — «Первая психологическая помощь».
- 2017 год — «Психическое здоровье на рабочем месте».
- 2018 год — «Молодые люди и психическое здоровье в изменяющемся мире».
- 2019 год — «Продвижение психического здоровья и предотвращение суицида».
- 2020 год — «Психическое здоровье для всех, увеличение инвестиций — увеличение доступности».
- 2021 год — «Психическое здоровье в неравном мире».